# Лабонте, Шарлин
Шарли́н Лабонте́ (фр. Charline Labonté; род. 15 октября 1982, Монреаль, Квебек) — канадская хоккеистка, вратарь. Трёхкратная олимпийская чемпионка (2006, 2010, 2014), двукратная чемпионка мира (2007, 2012). Чемпионка мира по инлайн-хоккею FIRS (2004). Член Зала спортивной славы Квебека (2022)

## Хоккейная карьера
В 1999—2000 годах Лабонте провела около 30 матчей в Главной юниорской хоккейной лиге Квебека за клуб «Акади-Батерст Титан». Это был всего лишь второй случай (после Манон Реом), когда девушка участвовала в соревнованиях, проводимых мужской Канадской хоккейной лигой.
Лабонте трижды принимала участие в Олимпийских играх — 2006, 2010 и 2014 годов, каждый раз завершавшихся триумфом канадок. На играх в Турине Лабонте провела три матча, включая финал против сборной Швеции. Шарлин стала лучшим голкипером турнира по показателю надёжности и проценту отражённых бросков. В 2010 году она была третьим вратарём сборной после Ким Сен-Пьер и Шэннон Сабадош.
В 2009 году Шарлин была признана лучшим вратарём чемпионата мира в Финляндии, даже несмотря на то, что сборная Канады заняла второе место.

## Личная жизнь
Шарлин Лабонте живёт в Монреале (Квебек). В 2011 году она окончила университет Макгилла по специальности «физическое воспитание», ранее окончила Коллеж «Лионель-Гру». Открытая лесбиянка, состояла в отношениях с канадской конькобежкой Анастэйшей Баксис.